# Université de Naples - Frédéric-II
L'université de Naples - Frédéric-II (en italien, Università degli studi di Napoli « Federico II ») est la principale université de Naples, et la plus ancienne université laïque et d'État au monde, ayant été fondée le 5 juin 1224 par l'empereur germanique et roi de Sicile Frédéric II, Stupor mundi.

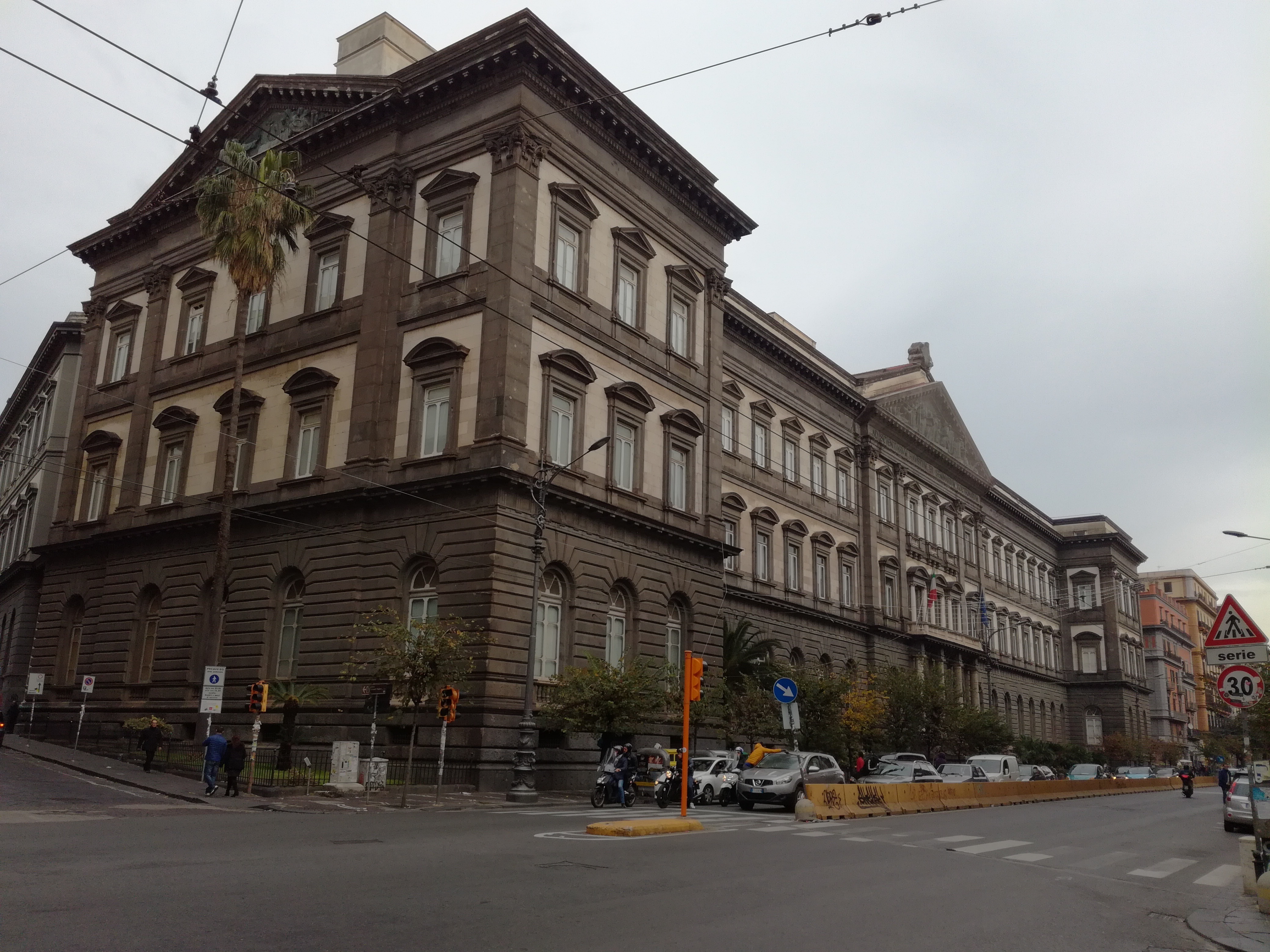
Siège de l'université de Naples Frédéric II.

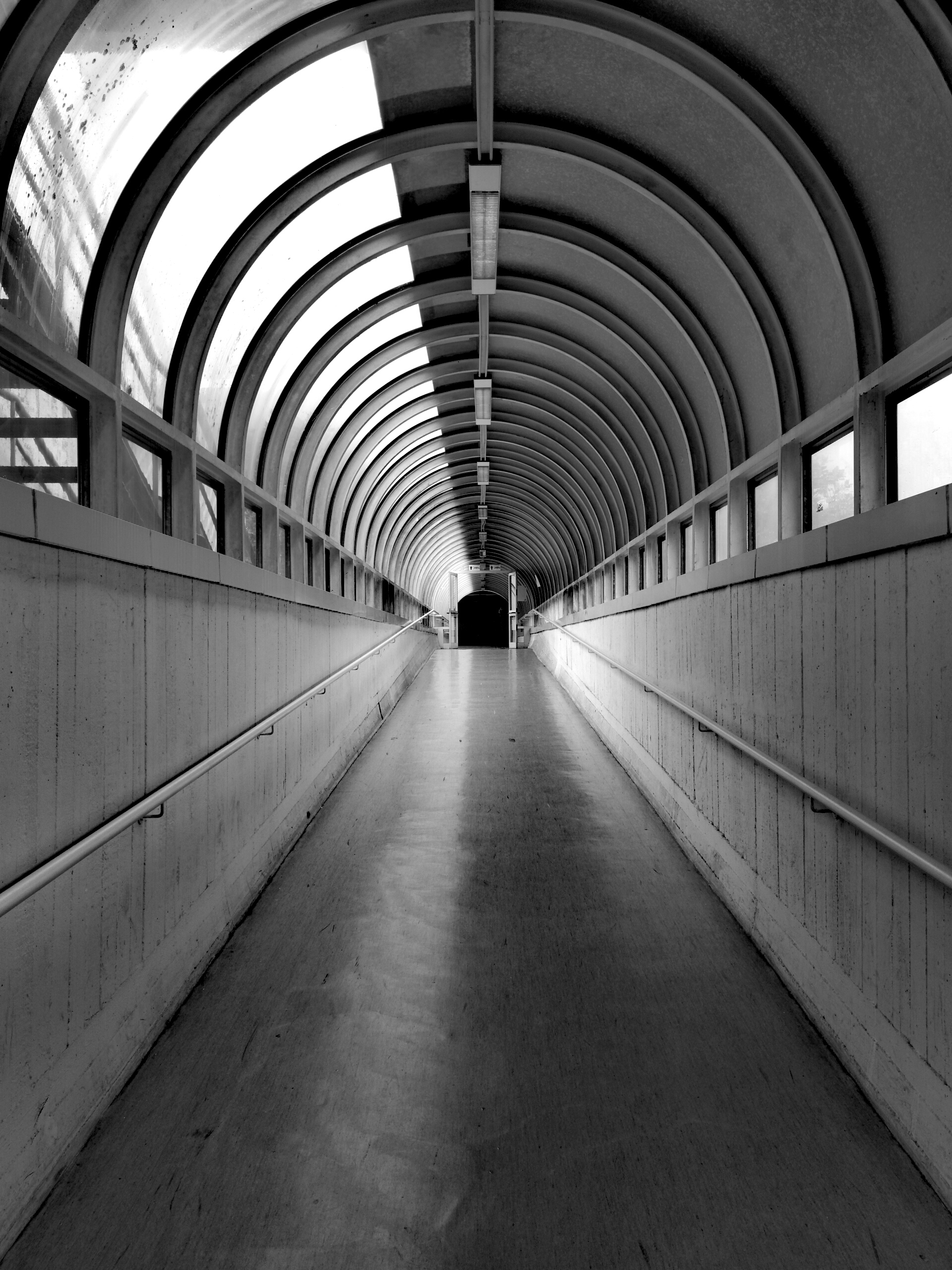
Tunnel reliant les centres communs de l'université. Mars 2018.

L'histoire de l'université est très prestigieuse et l'université napolitaine peut s'enorgueillir de records éducatifs mondiaux, comme la création de la première chaire d'économie au monde.
Aujourd'hui, c'est l'une des universités italiennes et européennes les plus importantes.
Plus récemment, d'autres universités ont été fondées à Naples : la « Seconde Université de Naples » (SUN), la « Parthénope », « L'Orientale » et la « Sœur-Ursule-Benincasa ».

## Historique

### Fondation
L'érection du Studium a été décrétée par l'empereur Frédéric II de Souabe le 5 juin 1224 (5 juillet selon certaines sources), par une lettre circulaire (generalis lictera) envoyée de Syracuse.
Depuis sa création à la demande de l'empereur lui-même, l'université de Naples est considérée de loin comme la première université laïque d'État en Europe (non fondée, c'est-à-dire par des sociétés ou des associations d'intellectuels ou d'étudiants, mais en vertu d'une disposition royale).
Il y avait deux raisons principales qui ont poussé l'empereur à la construction du Studium : d'abord la formation exclusive du personnel administratif et bureaucratique de la curia regis (la classe dirigeante du royaume) et donc la préparation des juristes qui aideraient le souverain à définir du système étatique et dans l'exécution des lois ; deuxièmement, faciliter leurs matières dans l'éducation culturelle, en évitant les voyages inutiles et coûteux à l'étranger.
Le choix du site est tombé sur Naples pour des raisons non seulement culturelles (la ville avait une longue tradition à cet égard, liée à la figure de Virgile, qui est explicitement mentionnée dans un document de l'époque), mais aussi géographique et économique (le trafic maritime, la douceur du climat et la position stratégique au sein du Royaume ont été, d'une certaine manière, déterminantes).
Pour l'organisation du Studium, le travail de deux éminents juristes de Campanie a été utilisé : Pier delle Vigne et Taddeo da Sessa. 

### DuXIIIeauXVIesiècle
Initialement, les études étaient orientées vers le droit (fondamental pour la formation des juristes), les arts libéraux, la médecine et la théologie : ces derniers, par rapport aux autres matières, étaient enseignés dans des centres religieux, notamment dans le couvent de San Domenico Maggiore, où Thomas d'Aquin a étudié de 1271 à 1274. Pendant la période angevine (1265-1443), la structure et l'organisation de l'université sont restées sensiblement inchangées. De plus, pendant la période angevine, l'université de Naples, contrairement aux autres, est restée indépendante du pouvoir papal : en fait Carlo I d'Angiò a réitéré et augmenté les privilèges antérieurs accordés par les rois souabes à l'université. Les premières difficultés surviennent avec l'avènement de la domination aragonaise en 1443, qui oblige effectivement l'université à fermer pour la première fois. L'université a été rouverte en 1465, à la suite d'un accord entre le roi Ferdinand le catholique et le pape Paul II, pour être fermée à nouveau en 1490. Ce n'est qu'en 1507 que le Studium napolitain a rouvert ses portes, à partir du couvent de San Domenico Maggiore, qui fut son siège tout au long du XVIe siècle.

### DuXVIeauXIXesiècle
À partir de 1616, l'université était située dans le Palazzo dei Regi Studi (qui abrite aujourd'hui le musée national d'archéologie de Naples), un bâtiment qui était autrefois une caserne de cavalerie, spécialement rénové par l'architecte Giulio Cesare Fontana sur ordre de Don Pedro Fernández de Castro, comte de Lemos et vice-roi de Naples.
Au cours du XVIIe siècle, l'université a vécu, comme d'autres universités européennes, une longue période de déclin, de sorte qu'à Naples, les écoles privées et les collèges ecclésiastiques ont commencé à augmenter, qui l'ont progressivement rejoint, emportant de l'espace. Ce n'est qu'au XVIIIe siècle, d'abord avec les Habsbourg puis avec les Bourbons, que l'université reçoit un grand coup de pouce positif des autorités : c'est à cette époque que le philosophe Giambattista Vico enseigne à l'université parthénopéenne. Les plus grandes nouveautés de ces années ont été la création en 1735 de la chaire d'astronomie et en 1754 de la première chaire d'économie du monde (chaire de mécanique et de commerce), la première confiée à Pietro di Martino et la seconde à Antonio Genovesi),.
En 1777, le siège a été déplacé au Convento del Salvatore, où vivait le Collegio Massimo des Jésuites, à la suite de la dissolution et de l'expulsion de l'ordre religieux à la demande du roi Charles III de Bourbon. Tout au long de la seconde moitié du XVIIIe siècle, l'université est devenue le pivot de la culture du royaume des Bourbons, également parce qu'il y avait de nombreux enseignants (dont Antonio Genovesi) qui vivaient pleinement dans l'environnement des Lumières. De là est né ce mouvement d'intellectuels qui a donné vie aux soulèvements de 1799 et à la (courte) existence de la République napolitaine.
Même pendant la décennie française (1806-1815), il y a eu des travaux de modernisation dans le domaine culturel. Tout d'abord, l'université a connu un changement radical : elle a été divisée en cinq facultés (littérature et philosophie, mathématiques et physique, médecine, droit, théologie) ; la première chaire italienne de zoologie a été créée ; l'observatoire astronomique, le jardin botanique et les musées de minéralogie et de zoologie étaient reliés à l'université et dirigés par des professeurs d'université.
Malgré cela, les écoles privées sont revenues en vogue, devenant l'épine dorsale de l'éducation dans le sud de l'Italie, de la restauration à l'unification de l'Italie. Pour cette raison, l'université de Naples a subi de graves conséquences lorsque, après la naissance du royaume d'Italie, elle a dû se conformer à la loi Casati, révélant des disparités marquées par rapport aux autres succursales italiennes, précisément en raison du nombre d'établissements privés et concurrents. Grâce à des lois spécifiques visant à normaliser les universités italiennes, comme le décret-loi du 30 mai 1875 (publié par Ruggiero Bonghi) et le règlement de 1876 (publié par Michele Coppino), l'université napolitaine a réussi à briser ces différences, déjà souligné en 1860 par le directeur général de l'éducation Francesco De Sanctis, qui a contribué énergiquement à sa modernisation.
Bien que la population étudiante se soit multipliée, la plaçant à la troisième place en Europe, après Berlin et Vienne, les bâtiments mis à la disposition de l'université étaient insuffisants et parfois inadéquats (en fait, la plupart étaient des monastères reconvertis). En 1884, après une violente épidémie de choléra, la structure du couvent du Sauveur étant désormais inadéquate, grâce aux initiatives de rénovation urbaine, l'université a été transférée au nouveau siège de Corso Umberto I, où elle réside toujours.

### XXeetXXIesiècles
Au tournant des XIXe et XXe siècles, le prestige de l'université de Naples s'est accru, notamment dans le domaine scientifique : dans le domaine de la génétique, elle a été pionnière, avec la naissance de la première chaire en Italie. De nouvelles difficultés d'ordre constructif et organisationnel affligent l'université tant durant la période fasciste que pendant la Seconde Guerre mondiale : le siège est incendié par les Allemands le 12 septembre 1943 ; des laboratoires et des cabinets scientifiques furent réquisitionnés par les Alliés.
Après la guerre, à la suite de l'évolution moderne du modèle universitaire en général, l'université de Naples est devenue la deuxième université la plus importante d'Italie en nombre d'étudiants, juste derrière l'université Sapienza de Rome.
Le 7 septembre 1987, elle prit le nom actuel d'université de Naples Federico II en prévision de la création, en 1991, par scission, de la Deuxième Université de Naples.
Le Centre de sciences physiques et naturelles de l'université abrite quatre musées, dont, depuis 1932, un musée de paléontologie.
En 2017, l'entreprise Apple inaugure sa première Apple Academy, en partenariat avec l'université.

## Personnalités liées à l'université

### Professeurs
Liste dans l'ordre alphabétique des noms de famille
- Antonio Cardarelli (29 mars 1831 - 8 janvier 1927), professeur de pathologie médicale (1889 - 1893) puis de médecine clinique (1893 - 1923) ;
- Guglielmo Gasparrini (1804-1866), professeur de botanique et directeur du jardin botanique de Naples de 1861 à 1866 ;
- Antonio Genovesi (1712-1769), philosophe, économiste, professeur de métaphysique puis d'éthique puis, à partir de 1755, professeur titulaire de la première chaire d'économie jamais créée ;
- Ettore Majorana (1906-1959 ?), professeur de physique théorique de 1937 à 1959 ;
- Giuseppe Mercalli (1850-1914), professeur de volcanologie et sismologie de 1892 à 1911 ;
- Luigi Moretti (1922-1991), historien et épigraphiste ;
- Michele Tenore (1780-1861), professeur de botanique à partir de 1811, directeur du jardin botanique de Naples de 1810 à 1860 ;
- Giambattista Vico (1668-1744), philosophe, professeur de Rhétorique de 1699 à 1741.

### Étudiants
Liste dans l'ordre alphabétique des noms de famille
- Gabriella Ambrosio (1954-), écrivaine et journaliste diplômée en philosophie ;
- Elena Aprile (1954-), physicienne des particules ;
- Giordano Bruno (1548-1600), philosophe et écrivain ;
- Renato Caccioppoli (1904-1959), diplômé en mathématiques ;
- Antonio Cardarelli (29 mars 1831 - 8 janvier 1927), médecin, pathologiste et sénateur du royaume d'Italie ;
- Domenico Maria Leone Cirillo (1739-1799), diplômé en médecine ;
- Samantha Cristoforetti (1977-), diplômée en sciences astronautiques et spationaute ;
- Ettore Lo Gatto (1890-1983), essayiste, critique littéraire et slavisant, diplômé en jurisprudence ;
- Ernesto De Martino (1908-1965), historien des religions et ethnologue, diplômée en lettres ;
- Attilio Micheluzzi aussi connu sous le pseudonyme d'Igor Arzbajeff (1930 - 1990), auteur de bande dessinée diplômé en architecture ;
- Giuseppe Mingione (1972-), diplômé en mathématiques ;
- Federico Nitti (1903-1947), diplômé en médecine ;
- Giuseppe Palmieri (1721-1793), homme politique et économiste ;
- Luca Parmitano (1976-), diplômée en sciences politiques et spationaute ;
- Angela Putino (1946-2007), philosophe féministe napolitaine ;
- Raffaele Piria (1814-1865), diplômée en médecine ;
- Nicola Romeo (1876-1938), fondateur d'Alfa Romeo, diplômé en ingénierie ;
- Thomas d'Aquin (1224-1274), maître de la philosophie scolastique et de la théologie catholique, saint et docteur de l'Église.